# Dictyna dahurica
Dictyna dahurica är en spindelart som beskrevs av Sergei N. Danilov 2000. Dictyna dahurica ingår i släktet Dictyna och familjen kardarspindlar. Inga underarter finns listade i Catalogue of Life.